# L'oca d'oro
L'oca d'oro è la sessantaquattresima fiaba pubblicata dai fratelli Grimm nella raccolta Le fiabe del focolare. Non va confusa con La gallina dalle uova d'oro.

## Trama
Due coniugi hanno tre figli, tutti e tre taglialegna, il più giovane dei quali è ingiustamente deriso e trattato male in continuazione sia dai genitori che dai fratelli, i quali lo soprannominano Grullo. Un giorno il primo figlio va a fare legna, incontra un omino affamato che gli chiede un po' della sua frittata e vino e glielo nega; poco dopo si fa male gravemente facendo legna; al secondo fratello càpita lo stesso. Grullo insiste per andare nel bosco per lavorare e i genitori, non credendolo capace, cedono dandogli un pasto misero (una schiacciata cotta nella cenere e della birra acida). Il ragazzo incontra l'omino che gli chiede cibo, Grullo gli offre volentieri parte di quello che ha e viene ricompensato con un pranzo ottimo: dopo mangiato, l'uomo gli dice di abbattere un determinato albero, il ragazzo esegue e trova sotto quell'albero un'oca viva interamente d'oro massiccio.
Grullo, tutto felice, si reca a cena in una locanda con l'animale per festeggiare. Le tre figlie dell'oste, incuriosite dalle bellissime e sfavillanti penne dell'oca, tentano di prenderne una, ma, non appena toccano l'animale, per magia rimangono tutte e tre appiccicate; quando Grullo lascia il locale, si porta via l'oca senza badare alle ragazze. Durante il tragitto di Grullo, un prete ed altre due persone, affascinati dalla sua situazione, provano a toccare l'oca o le persone ad essa appiccicate e rimangono a loro volta appiccicati, senza che Grullo gli presti particolare attenzione. Continuando il viaggio, Grullo viene a sapere di un regno governato da un re che ha una figlia perennemente triste e che ha deciso di dare un premio a chi fosse riuscito a strappare un sorriso alla principessa. Grullo si presenta a corte con l'intera processione attaccata all'oca e la principessa, vedendo il corteo, prima sorride e poi scoppia in un boato di risate. Il re offre quindi a Grullo di poter chiedere ciò che vuole e Grullo chiede la mano di sua figlia, ma il re cerca tre scappatoie, alle quali porrà rimedio il magico omino del bosco: un uomo capace di bere tutto il vino contenuto in una cantina, un uomo capace di mangiare un'infornata di pane, e una nave che vada per mare e per terra, e alla fine Grullo sposerà la sua amata.